# Lord High Treasurer (Egyesült Királyság)

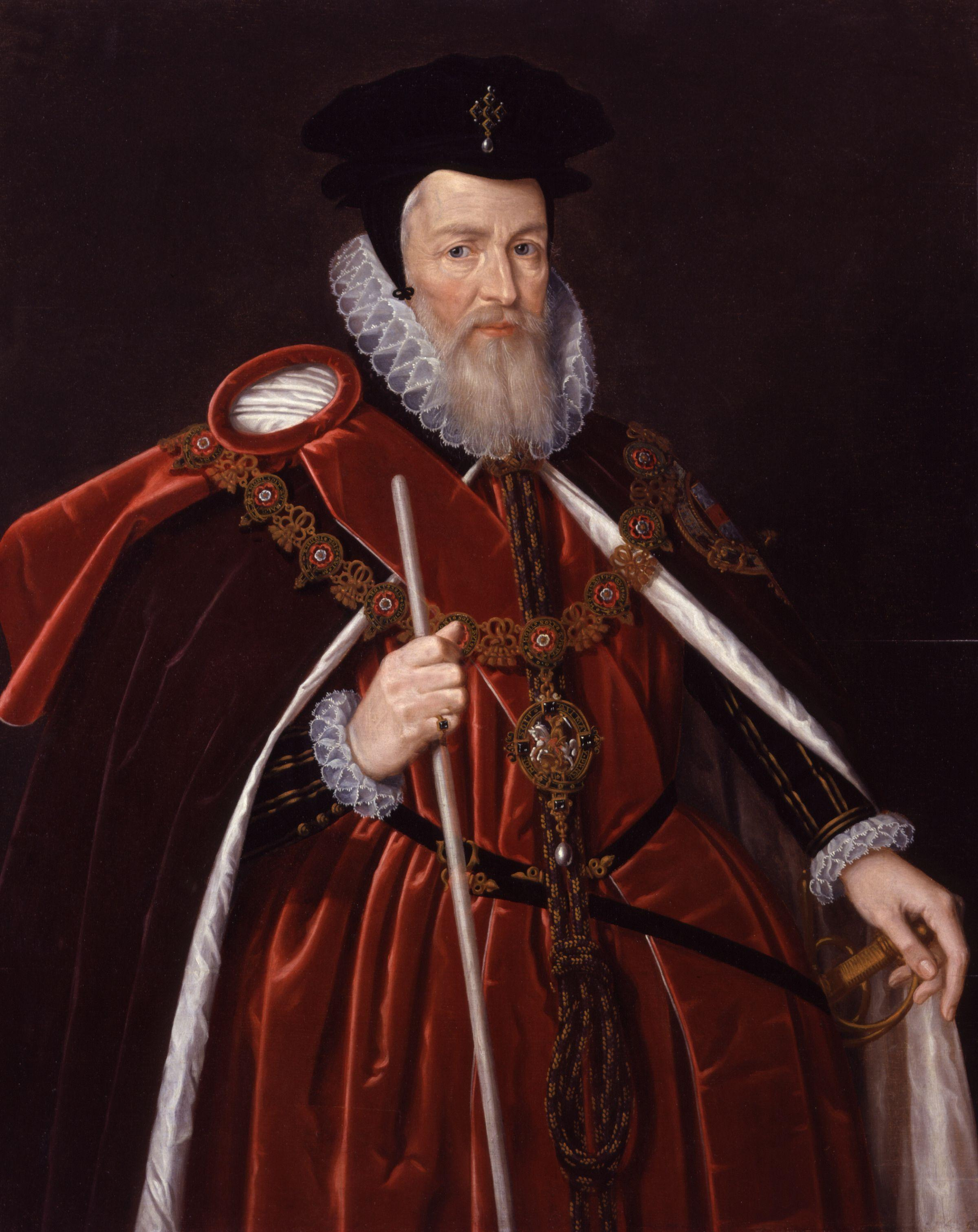
A Lordfőkincstárnok hivatalának szimbólumával, a fehér bottal.

A Lordfőkincstárnok (angolul Lord High Treasurer) vagy Lordkincstárnok (Lord Treasurer) magas angol kormányzati rang volt, az 1707-es egyesülési törvények óta brit kormányzati pozíció, amelyet régóta nem egy személy, hanem egy testület tölt be. A harmadik legmagasabb rangú állami főhivatalnok Nagy-Britanniában (a Lord Főintéző (Lord High Steward) és a lordkancellár (Lord High Chancellor) után).
A Lordfőkincstárnok Őfelsége Kincstára (vagy más néven az Exchequer) feje. A 17. század óta ezt a hivatalt gyakran nem egy személy, hanem egy bizottság őrizte. E bizottság tagjainak hivatalos neve a Kincstár Lord Megbízottja (Lords Commissioners of the Treasury) volt. 1714-től, Charles Talbot lemondása óta a hivatal bizottság kezében van.
Bár Nagy-Britannia és Írország Egyesült Királysága (a mai Egyesült Királyság elődje) már 1801-ben létrejött, csak egy 1816-os törvény (Consolidated Fund Act) egyesítette a Nagy-Britannia Lordfőkincstárnoka és az Írország Lordfőkincstárnoka pozíciókat, 1817 január 5-ével, az Egyesült Királyság és Írország Lordfőkincstárnoka néven. The office continued in commission and the commissioners of the old office of Lord High Treasurer of Great Britain continued as the commissioners of the new combined office.
A modern időkben, a hagyomány alapján a bizottság tagja az Egyesült Királyság miniszterelnöke, mint a Kincstár Első Lordja, és a kincstári kancellár, mint "a kincstár második lordja". A bizottságba más tagokat is ki szoktak nevezni junior tagnak a kormányzatból, általában képviselőházi frakcióvezetőket (whip, az a személy, aki betartatja a párton belüli szavazási fegyelmet).

## Eredete
Az angol Kincstár intézménye 1126-ban jöhetett létre, I. Henrik angol királyI. Henrik uralkodása alatt, amikor a pénzügyi feladatok elkülönültek azoktól, amelyekből a Lord Főkamarás posztja létrejött. A Kincstár eleinte a királyi háztartás egy része volt, amely a király pénzét kezelte. 1216-ban kineveztek egy kincstárnokot, hogy a winchesteri kincstárat felügyelje. A Kincstárnok az Exchequer egyik hivatalnoka is volt, és a királyi számlákat felügyelte. A Tudor-ház idejére a főhivatalnokok közé emelkedett, a lordkancellár és a főistállómester mögött. Az 1351-es árulási törvény szerint meggyilkolása hazaárulás volt.
A 16. században a Lordfőkincstárnokot gyakran a legfontosabb kormányhivatalnoknak tekintették, de facto miniszterelnöknek. Példaként a hivatal erejére említhető például William Cecil, Burghley első bárója, aki 1572 és 1598 között töltötte be a főkincstárnoki pozíciót. Hivatali idejében, I. Erzsébet uralkodása alatt a kormányzat fő irányítója volt.

## A hivatal ma
Ma a Kincstár Első Lordja a hagyomány szerint a miniszterelnök, a Második Lord pedig a pénzügyminiszter (Chancellor of the Exchequer) aki a pénzügyi feladataok javát ellátja. A Lord Alkincstárnokok elméletileg tagjai a Kincstár vezetőtestületének, de valójában parlamenti "whip" (szavazatbiztosító) szerepet töltenek be, formálisan a Parlamenti Kincstári Titkárság alá rendelve.

## Fordítás
Ez a szócikk részben vagy egészben  a   Lord High Treasurer című angol Wikipédia-szócikk ezen változatának fordításán alapul.  Az eredeti cikk szerkesztőit annak laptörténete sorolja fel. Ez a jelzés csupán a megfogalmazás eredetét és a szerzői jogokat jelzi, nem szolgál a cikkben szereplő információk forrásmegjelöléseként.